# Wang Xiaobo
Wang Xiaobo (in cinese: 王小波S, Wáng XiǎobōP) (Pechino, 13 maggio 1952 – Pechino, 11 aprile 1997) è stato uno scrittore e saggista cinese.
È considerato uno tra i più importanti scrittori cinesi contemporanei.

## Biografia
Nato nel 1952 a Pechino da una famiglia di intellettuali, all'età di sedici anni viene condannato dalle autorità della Rivoluzione culturale a scontare un periodo di "rusticazione forzata" nella provincia rurale dello Yunnan. Nel 1971 insegna in una scuola della provincia dello Shandong. Nel 1972 fa ritorno nella capitale cinese, dove lavora per alcuni anni in una fabbrica di componenti elettronici. Tra il 1978 ed il 1982, studia all'Università Renmin di Pechino, per poi spostarsi con la moglie - la nota sociologa Li Yinhe - negli Stati Uniti d'America, dove nel 1988 consegue una laurea magistrale presso l'Università di Pittsburgh. Di ritorno in Cina, insegna all'Università Renmin e all'Università di Pechino. Nel 1992 lascia la carriera accademica per dedicarsi pienamente alla scrittura. Muore l'11 aprile del 1997 nel suo appartamento di Pechino in seguito ad un infarto.

## Stile
Il tono con cui scrive della cultura e della società cinese appare leggero, a tratti umoristico, di quel tipo di leggerezza ed umorismo di chi ha visto il cuore delle cose e non riesce a prendere con serietà alcuna di esse. Wang Xiaobo spesso usa la sessualità come piattaforma di partenza per esplorare questioni ultime, quali la dignità umana e le libertà individuali. Nelle sue opere si trovano riferimenti ad autori quali Italo Calvino, Zhang Xianliang, Marguerite Duras, Michel Foucault, Bertrand Russell e Franz Kafka.

## Opere
Wang Xiaobo ha scritto romanzi, racconti brevi e numerosi saggi. I suoi lavori sono stati tradotti in inglese, francese ed italiano.

### Romanzi
- L'età dell'oro (黄金时代, 1992)
- L'età dell'argento (白银时代, 1993)
- L'età del bronzo (青铜时代, 1997)
- Hongfu fugge solo di notte (红拂夜奔)
- Il tempio Wan Show (万寿寺)

### Saggi e racconti
- La maggioranza silenziosa (沉默的大多数, 1992)
- Il mio giardino spirituale (我的精神家园)

## Filmografia
- Dong gong xi gong di Zhang Yuan (1996), adattamento dal racconto Sentimenti come l'acqua (似水柔情).